# بائوني
بائوني، (بالإنجليزية: Baunei)‏، هي بلدية، في مقاطعة نوورو، في جزيرة سردينيا الإيطالية، من الجدير بالذكر أن موقع Selvaggio Blu الساحلي متعدد الأيام.

## السكان
في سنة 1861 بلغ عدد السكان 1٬765 نسمة، وتطور العدد ليصل في سنة 2011 لـ 3٬716 نسمة.
يظهر هذا المخطط البياني تطور النمو السكاني لـ بائوني